# Phytomyza modocensis
Phytomyza modocensis är en tvåvingeart som beskrevs av Spencer 1981. Phytomyza modocensis ingår i släktet Phytomyza och familjen minerarflugor. Inga underarter finns listade i Catalogue of Life.